# Digitaria andringitrensis
Digitaria andringitrensis är en gräsart som beskrevs av Aimée Antoinette Camus. Digitaria andringitrensis ingår i släktet fingerhirser, och familjen gräs. Inga underarter finns listade i Catalogue of Life.